# Tricia Marwick

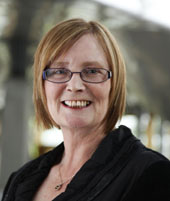
Tricia Marwick

Tricia Marwick (* 5. November 1953 in Cowdenbeath als Patricia Lee) ist eine schottische Politikerin und ehemaliges Mitglied der Scottish National Party (SNP).
Vor ihrer Wahl ins Schottische Parlament war Marwick im Bereich Öffentlichkeitsarbeit für die Obdachlosenorganisation Shelter tätig. Bei den Schottischen Parlamentswahlen 1999 trat Marwick als Kandidat der SNP für den Wahlkreis Central Fife an und unterlag dem Kandidaten der Labour Party, Henry McLeish, deutlich. Über die Regionalwahlliste der Region Mid Scotland and Fife erlangte sie jedoch einen Sitz im neugeschaffenen Schottischen Parlament. Bei den Parlamentswahlen 2003 trat sie abermals für den Wahlkreis Central Fife an, erhielt jedoch nach Christine May von der Labour Party nur die zweithöchste Stimmenanzahl. Sie verteidigte jedoch ihr Mandat aus der Regionalliste. Schließlich gelang es Marwick bei den Parlamentswahlen 2007 das Direktmandat des Wahlkreises zu gewinnen. Im Zuge der Wahlkreisreform 2011 wurde der Wahlkreis Fife Central aufgelöst und weite Teile gingen im neugeschaffenen Wahlkreis Mid Fife and Glenrothes auf, für den sie bei den Parlamentswahlen 2011 kandidierte. Sie gewann die Abstimmung mit deutlichem Vorsprung vor der Kandidatin der Labour Party.
Im Schattenkabinett der SNP war Marwick zwischen 2001 und 2005 als Ministerin für Local Government vorgesehen, ab 2005 als Ministerin für Wohnungsbau. 2011 wurde sie als Parlamentssprecherin gewählt. Da von dieser Position politische Neutralität erwartet wird, trat Marwick aus der SNP aus. Die Wahl Marwicks wurde kontrovers diskutiert, da entgegen den Konventionen ein Mitglied der regierenden Partei gewählt wurde.